# نادي التعاون (ليبيا)
نادي التعاون الرياضي هو نادي كرة قدم ليبي مقره أجدابيا ويلعب في الدوري الليبي الممتاز.